# Saison 2 de The Practice : Donnell et Associés
Chronologie
Saison 1 Saison 3
Cette page présente les épisodes de la saison 2 de The Practice : Donnell et Associés.

## Épisodes

### Épisode 1:Doutes raisonnables
- Titre original : Reasonable Doubts
- Réalisateur(s) : Michael Pressman
- Scénariste(s) : David E. Kelley
- Diffusion(s) : 
  -  États-Unis : 20 septembre 1997
  -  France : 16 mars 1999 sur Série Club
- Résumé : Le jugement de Bobby est remis en question par ses associés lorsqu'il entame une relation avec une belle cliente qui a abattu son voisin. Elle prétend qu'il voulait la violer, mais pour le ministère public, il s'agit d'un meurtre...

### Épisode 2:Trahisons
- Titre original : Betrayal
- Réalisateur(s) : Thomas Schlamme
- Scénariste(s) : David E. Kelley
- Diffusion(s) : 
  -  États-Unis : 23 septembre 1997
  -  France : 23 mars 1999 sur Série Club
- Résumé : Le cabinet défend Joey, un client haut en couleur accusé du meurtre de son amant. Et Jimmy est attaqué par un procureur acharné...

### Épisode 3:La Bénédiction
- Titre original : The Blessing
- Réalisateur(s) : Lee Bonner
- Scénariste(s) : David E. Kelley
- Diffusion(s) : 
  -  États-Unis : 27 septembre 1997
  -  France : 23 mars 1999 sur Série Club
- Résumé : Bobby et Helen Gamble s'affrontent à l'intérieur et à l'extérieur du tribunal pour une affaire d'euthanasie qui les renvoie à des souvenirs douloureux...

### Épisode 4:États d'urgence
- Titre original : Search and Seizure
- Réalisateur(s) : Michael Schultz
- Scénariste(s) : David E. Kelley
- Diffusion(s) : 
  -  États-Unis : 25 octobre 1997
  -  France : 30 mars 1999 sur Série Club
- Résumé : Un ami de Rebecca s'adresse au cabinet d'avocats pour tenter de créer un précédent en obligeant sa femme à avoir une césarienne contre son gré...

### Épisode 5:Stratégies
- Titre original : The Means
- Réalisateur(s) : Oz Scott
- Scénariste(s) : Todd Ellis Kessler
- Diffusion(s) : 
  -  États-Unis : 8 novembre 1997
  -  France : 30 mars 1999 sur Série Club
- Résumé : Un client afro-américain du cabinet est jugé pour le passage à tabac d'un vigile lors d'une émeute dans un magasin. Bobby décide d'utiliser une stratégie que son client désapprouve. Le cousin d'Ellenor veut poursuivre en justice pour détresse émotionnelle l'agent de voyage qui a réservé sa lune de miel.

### Épisode 6:Pris au piège
- Titre original : Save the Mule
- Réalisateur(s) : John Patterson
- Scénariste(s) : Ed Redlich, Andrew Smith
- Diffusion(s) : 
  -  États-Unis : 15 novembre 1997
  -  France : 6 avril 1999 sur Série Club
- Résumé :  Un dealer engage Lindsay pour défendre sa "mule" qui a été interpellée à la frontière pour trafic de drogue. Jimmy accepte de défendre un groupe de personnes atteintes du cancer. Bobby, lui, doit faire un choix sentimental...

### Épisode 7:L'Esprit de l'Amérique
- Titre original : Spirit of America
- Réalisateur(s) : Michael Schultz
- Scénariste(s) : Ed Redlich
- Diffusion(s) : 
  -  États-Unis : 22 novembre 1997
  -  France : 6 avril 1999 sur Série Club
- Résumé : Donnell et Associés se démènent afin d'obtenir un sursis d'exécution pour Randell Jefferson, condamné pour meurtre...

### Épisode 8:Le Sens du devoir
- Titre original : Line of Duty
- Réalisateur(s) : Robert Mandel
- Scénariste(s) : David E. Kelley
- Diffusion(s) : 
  -  États-Unis : 5 janvier 1998
  -  France : 13 avril 1999 sur Série Club
- Résumé : Bobby, qui a utilisé des informations obtenues par Helen pour prévenir son client que la police allait faire une descente chez lui, est arrêté et jugé pour la mort de trois policiers. Jimmy doit se défendre lorsqu'on l'accuse d'être inapte à exercer la profession d'avocat.

### Épisode 9:La Vérité et ses conséquences
- Titre original : Truth and Consequences
- Réalisateur(s) : Stephen Cragg
- Scénariste(s) : David E. Kelley, Joseph Telushkin, Allen Estrin
- Diffusion(s) : 
  -  États-Unis : 12 janvier 1998
  -  France : 13 avril 1999 sur Série Club
- Résumé : La vie de Rebecca est menacée : après avoir été témoin d'un meurtre, la jeune femme a désigné le coupable lors d'une séance d'identification des suspects. Jimmy poursuit son procès contre la compagnie d'électricité.

### Épisode 10:La Compensation
- Titre original : Burden of Proof
- Réalisateur(s) : Daniel Attias
- Scénariste(s) : David E. Kelley
- Diffusion(s) : 
  -  États-Unis : 19 janvier 1998
  -  France : 20 avril 1999 sur Série Club
- Résumé : Le procès contre la compagnie d'électricité débute, mais Jimmy n'a pas d'arguments solides et il doute que son témoin-vedette puisse arriver sobre au tribunal...

### Épisode 11:Meurtre sur pellicule
- Titre original : Ties That Bind
- Réalisateur(s) : Mel Damski
- Scénariste(s) : David E. Kelley ,  Larry Mollin
- Diffusion(s) : 
  -  États-Unis : 2 février 1998
  -  France : 20 avril 1999 sur Série Club
- Résumé : Lindsay et Ellenor défendent une star du porno accusée d'avoir tué son partenaire. Dans l'affaire Moreno, la défense remet en cause l'identification de Rebecca...

### Épisode 12:Risque de précipitations -1repartie
- Titre original : The Trial - Part 1
- Réalisateur(s) : Dennie Gordon
- Scénariste(s) : David E. Kelley
- Diffusion(s) : 
  -  États-Unis : 9 février 1998
  -  France : 27 avril 1999 sur Série Club
- Résumé : Bobby défend le Dr Jeffrey Winslow accusé du meurtre de sa maîtresse. Ni Bobby ni Helen, qui représente le ministère public, ne veulent se retirer de l'affaire. Eugene, lui, défend l'oncle de Rebecca accusé de fraude fiscale. Le procès du Dr Jeffrey Winslow commence...

### Épisode 13:Risque de précipitations -2epartie
- Titre original : Cloudy With a Chance of Membranes - Part 2
- Réalisateur(s) : Dennie Gordon
- Scénariste(s) : David E. Kelley
- Diffusion(s) : 
  -  États-Unis : 16 février 1998
  -  France : 27 avril 1999 sur Série Club
- Résumé : Le procès du Dr Jeffrey Winslow commence. Tout le cabinet de Bobby Donnell est sur le pied de guerre pour éviter la prison à son client...

### Épisode 14:Le Monde à l'envers
- Titre original : In Deep
- Réalisateur(s) : Oz Scott
- Scénariste(s) : David E. Kelley
- Diffusion(s) : 
  -  États-Unis : 2 mars 1998
  -  France : 4 mai 1999 sur Série Club
- Résumé : Le procès de Luis commence enfin et Rebecca est déterminée à témoigner. Ellenor part défendre Cruikshank et laisse Lindsay représenter un homme accusé d'utiliser trop d'eau dans ses toilettes. Eugène, lui, est confronté à ses propres préjugés après une altercation avec un teinturier...

### Épisode 15:Causes perdues
- Titre original : Another Day
- Réalisateur(s) : Arvin Brown
- Scénariste(s) : David E. Kelley
- Diffusion(s) : 
  -  États-Unis : 9 mars 1998
  -  France : 4 mai 1999 sur Série Club
- Résumé : Joey Heric est accusé d'avoir assassiné un autre de ses amants. Bobby accepte de le représenter, mais le procès prend une tournure différente avec Helen dans le camp de l'accusation, Helen qui ne sort plus avec Bobby. Lindsay, elle, doit faire face à un nouveau cas impliquant l'industrie du tabac - et son ancien professeur. Le voleur de porte-monnaie que défend Ellenor va être jugé devant les tribunaux...

### Épisode 16:Échec et Mat
- Titre original : Checkmate
- Réalisateur(s) : Adam Nimoy
- Scénariste(s) : David E. Kelley
- Diffusion(s) : 
  -  États-Unis : 16 mars 1998
  -  France : 11 mai 1999 sur Série Club
- Résumé : L'affaire de Joey Heric passe en jugement. Ellenor, elle, défend une femme chahutée par un clown de fête foraine en raison de son obésité...

### Épisode 17:Un cri dans la forêt
- Titre original : Trees in the Forest
- Réalisateur(s) : Dwight Little
- Scénariste(s) : David E. Kelley ,  Frank Renzulli
- Diffusion(s) : 
  -  États-Unis : 30 mars 1998
  -  France : 11 mai 1999 sur Série Club
- Résumé : La tension monte au cabinet lorsque Lindsay demande à devenir associée. Eugène défend un membre de gang accusé de meurtre. Rebecca reçoit un prix pour son action en faveur des animaux...

### Épisode 18:Hiérarchies
- Titre original : Food Chains
- Réalisateur(s) : Stephen Cragg
- Scénariste(s) : David E. Kelley ,  Ed Redlich
- Diffusion(s) : 
  -  États-Unis : 6 avril 1998
  -  France : 18 mai 1999 sur Série Club
- Résumé : Bobby, toujours furieux que Lindsay demande à devenir associée, découvre qu'elle n'est pas la seule à chercher du travail ailleurs. Rebecca est impliquée dans un accident de la route qu'elle croit être monté. Jimmy et elle vont tenter de piéger le coupable...

### Épisode 19:Les Mains sales
- Titre original : Axe Murderer - Part 2
- Réalisateur(s) : Dennis Smith
- Scénariste(s) : David E. Kelley ,  Todd Ellis Kessler
- Diffusion(s) : 
  -  États-Unis : 27 avril 1998
  -  France : 18 mai 1999 sur Série Club
- Résumé : Bobby collabore avec le cabinet Cage et Fish pour défendre Marie Hanson, qui aurait tué son mari à coups de hache et qui serait la réincarnation de Lizzie Borden… 2e partie d'un crossover avec Ally McBeal. 1re partie à voir dans Ally McBeal (1-20 Branle-bas de combat)

### Épisode 20:Confessions
- Titre original : Duty Bound
- Réalisateur(s) : Elodie Keene
- Scénariste(s) : David E. Kelley
- Diffusion(s) : 
  -  États-Unis : 4 mai 1998
  -  France : 25 mai 1999 sur Série Club
- Résumé : Le prêtre de Berluti, Père Ryan, est accusé d'avoir tué un garçon âgé de quatorze ans. Il est suspecté de surfer sur les sites pédophiles du web...

### Épisode 21:Sans rime ni raison
- Titre original : Rhyme and Reason
- Réalisateur(s) : Jesus Trevino
- Scénariste(s) : David E. Kelley
- Diffusion(s) : 
  -  États-Unis : 11 mai 1998
  -  France : 25 mai 1999 sur Série Club
- Résumé : Bobby défend un jeune garçon qui a tué sa mère au cours d'une dispute. Eugène s'interroge sur la moralité de sa profession. Lindsay, elle, se démêne pour décrocher une action collective contre des fabricants d'amiante...